# Herpetarium

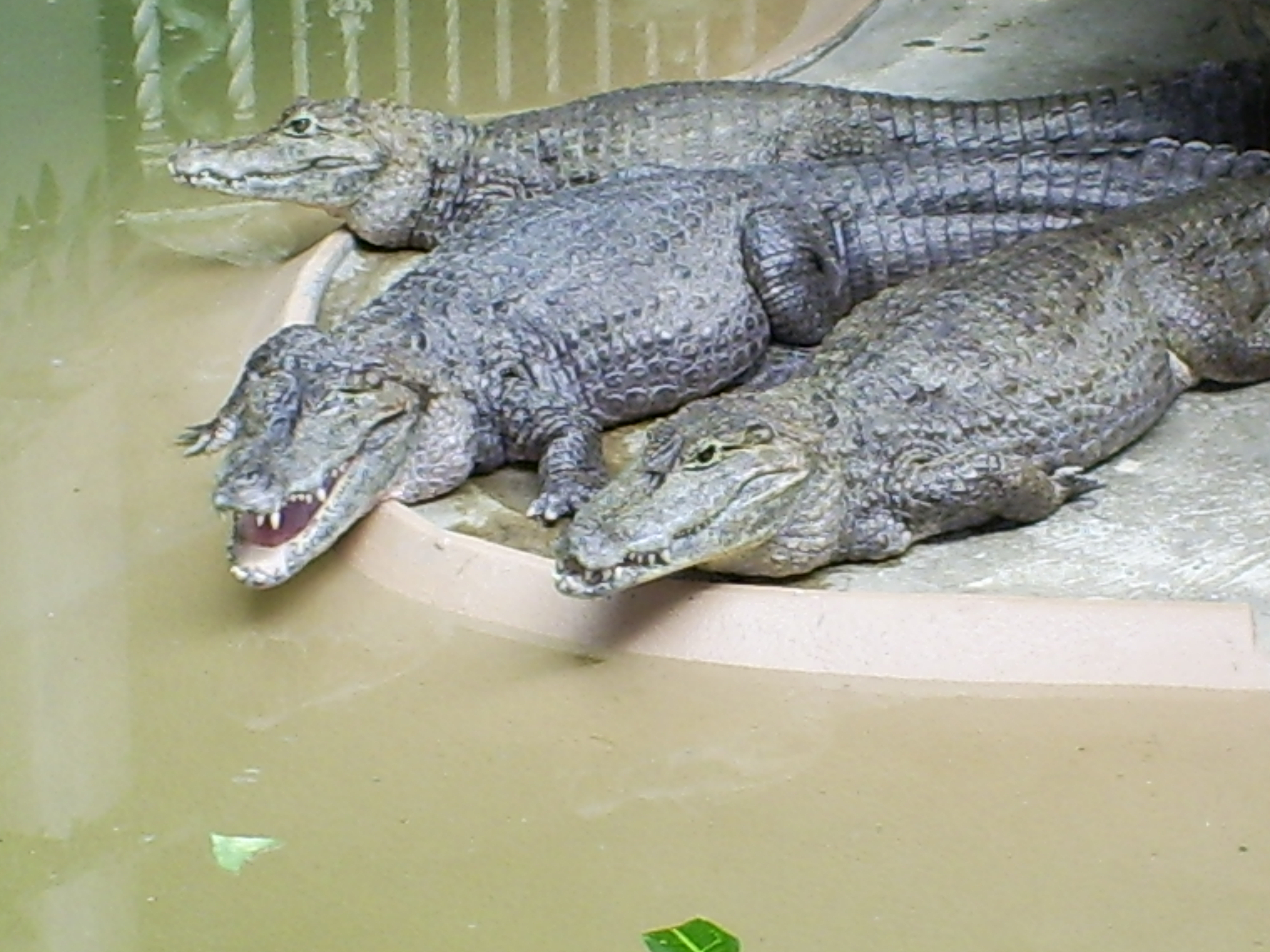
Herpetarium w zoo w Saint Louis

Herpetarium – rodzaj lub część ogrodu zoologicznego służąca do eksponowania żywych okazów gadów i płazów. Najczęściej spotyka się w nich węże, jaszczurki, legwany i inne gatunki gadów i płazów.
Najstarsze herpetarium na ziemiach polskich założył Johann Gottlieb Schultz w Toruniu w 1797 roku, tworząc pierwszy w kraju Ogród Zoobotaniczny. Obecnie herpetarium w Toruniu znacznie rozbudowano. 
Herpetaria znajdują się także w innych ogrodach zoologicznych w Polsce.